# Zygmunt Zajączkowski
Zygmunt Zajączkowski – polski lekkoatleta specjalizujący się w chodzie sportowym.

## Życiorys
Reprezentował barwy Orkana Warszawa.
Zdobywał tytuł mistrza Polski w chodzie w 1923 i w 1924.